# Медаља Луке Кримског
Медаља Луке Кримског је државно одликовање Руске Федерације, које се додељује за постигнуте заслуге у области здравствене заштите.
Названа је по Луки Симферопољском (1877–1961), руском и совјетском теологу, хирургу, духовнику, књижевнику, доктору медицинских наука, доктору богословских наука и професору, архиепископу симферопољском и кримском, светитељу Руске православне цркве.
Установљена је указом председника Руске Федерације бр. 404 од 11. јуна 2020. године.